# Dicranopygium trianae
Dicranopygium trianae är en enhjärtbladig växtart som beskrevs av Gunnar Wilhelm Harling. Dicranopygium trianae ingår i släktet Dicranopygium och familjen Cyclanthaceae. Inga underarter finns listade.